# Климохин, Александр Витальевич
Александр Витальевич Климо́хин (род. 5 октября 1960, Иваново, СССР) — советский и российский живописец и график, заслуженный художник Российской Федерации (2014), член-корреспондент Петровской академии наук и искусств (2019).

## Биография
Выпускник Ивановского художественного училища. Специальность: художник-педагог (1980 г.). Член Союза Художников России (c 1993 г.), член международной ассоциации изобразительных искусств АИАП-ЮНЕСКО (c 1993 г.).
С 1988 года постоянный участник выставок различного уровня как в России, так и за рубежом. Победитель российско-итальянской выставки-конкурса «Пастель II» (Ярославль, 2000). Участник всероссийских выставок: всероссийская выставка «Россия X» (Москва, 2004), всероссийская выставка «Возрождение» (Нижний Новгород, 2012), всероссийская выставка «Россия XII» (Москва, 2014), всероссийская выставка «Россия XIII» (Москва, 2019).
Участник различных международных проектов и творческих командировок: персональная выставка (Германия, 1992), международная выставка графики (Венгрия, 1997), персональная выставка в Российском центре науки и культуры (Индия, 2000), групповая выставка «Пастель в провинции» (Италия, 2001), международный арт-салон (Москва, 2003), международная выставка «Эрос-Москва-2004» (Москва, 2004), международная выставка «Победа» (Москва, 2005).

## Награды и звания
- 2000 — Лауреат областной премии имени народного художника России М. И. Малютина.
- 2005 — Дипломант Союза художников России.
- 2006 — Почётная грамота Губернатора Ивановской области за многолетний и добросовестный труд и большой вклад в развитие изобразительного искусства.
- 2008 — Почётная грамота департамента культуры и культурного наследия Ивановской области «За большой личный вклад в развитие культуры и искусства, достойное представление Ивановской области на международных, республиканских, региональных выставках».
- 2010 — Почётная грамота Министерства культуры РФ.
- 2012 — Премия имени Д. А. Трубникова по итогам IV межрегионального пленэра «Середа Ямская».
- 2013 — Золотая медаль «Духовность, традиции, мастерство» ВТОО «Союз художников России».
- 2014 — Заслуженный художник Российской Федерации (25 декабря 2014 года) — за заслуги в области искусства.[1]

## Творчество

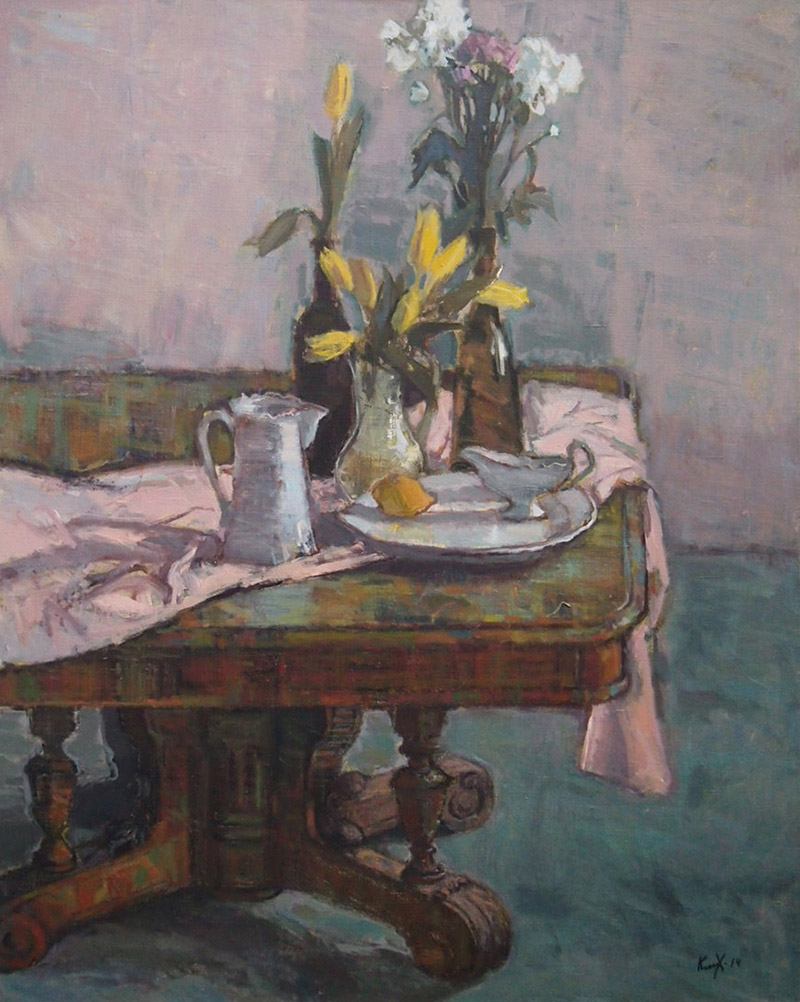
Тюльпаны и посуда на старом столе, 2014

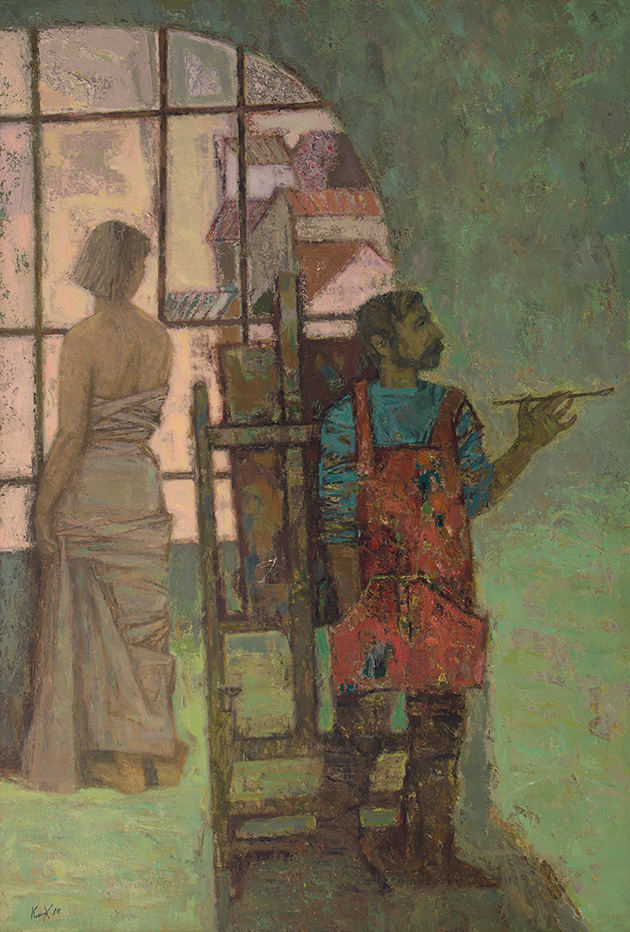
Художник и модель, 2014

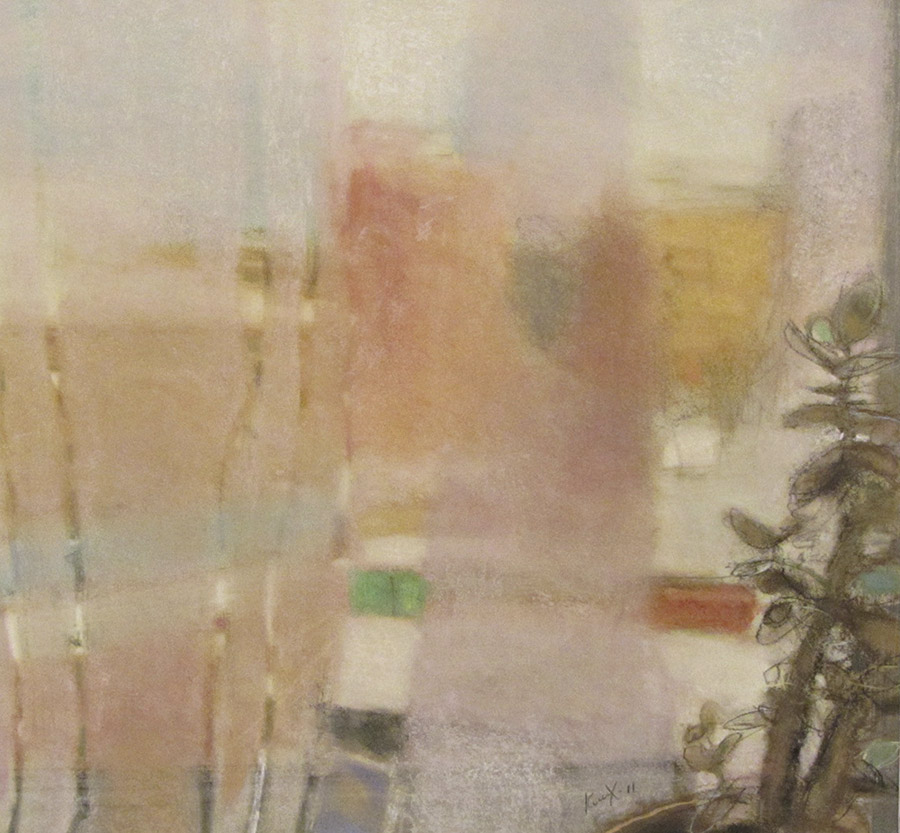
+3, 2011

Александр Климохин одинаково известен и как живописец, и как график. Вобрав опыт старых европейских мастеров, соединяя стилистику модерна и традиции советского реалистического искусства, чувствуя современные веяния, сочетая приемы пастели и масляной живописи, художник выработал свой узнаваемый почерк.
Себя Климохин считает реалистом, но его реализм далек от принципа «похоже, как в жизни». Художник не копирует натуру, а создает лирический образ на основе реальных впечатлений и собственной идеологии. В его работах реальность преображается, но узнается. Художник делится со зрителем своим видением, индивидуальной трактовкой мотива, самобытным восприятием формы, пространства, цвета, выстраивает адекватные теме композиционные конструкции. Не случайно обращение к разным и сложным графическим техникам, использование их богатых возможностей. Бархатистось и матовость фактуры листа, тональные или контрастные сочетания цвета, вплавление одних оттенков в другие, четкость или размытость живописных масс, игра света, ритмичность, вибрации штрихов и мазков, пространственные построения — в основе климохинского «эмоционального» реализма.
Герои портретов художника — его ближайшее окружение: друзья и знакомые, жена, сын. Работы художника тяготеют к манере европейских мастеров позднего средневековья и эпохи Ренессанса. Почти в каждом случае фон играет важную роль, оттеняя характер и переживание героев, зачастую напоминает декорации и кулисы.
Обращаясь к теме создания картины, Климохин вводит мотив «художник и модель», в который деликатно включены элементы жанра ню, всегда выраженные у него на грани целомудрия и вызова. Лишенные кричащих деталей, мягко прописанные, эти пастельные силуэты приглашают любоваться изяществом и красотой скорее образа, чем тела.
Так же как в отношениях к героям портретов, Климохин серьезен и в натюрмортах. Он обживается с вещами, как с людьми. Бутылки, стеклянные вазочки, фаянсовые кувшины, лестница, пряничная доска, замок, циркуль, поблекшие домашние растения, фрукты, прежде чем стать героем произведения «обсмотрены» и «приручены» художником. Многочисленные натюрморты художника — это всегда стильные и глубокие, по своему «живые» постановки.
Столь же задушевен и разнообразен автор и в пейзаже. В пейзажи Климохина попадают конкретные места, речки, дома, деревья, гаражи, виды из окна мастерской. Каждый пейзаж передает настроения и состояния художника, отражает реалии конкретного места и обозначает приметы проходящего времени.
Обычно художник остается в рамках жанровой традиции, но иногда обращается к эксперименту. Автор почти переступает допустимую меру условности, виртуозно сочетая беспредметную манеру с мастеровитым фотореализмом, оставляя за зрителем возможность самостоятельно вживаться в игру силуэтов, форм, цветовых оттенков.
Художник работает в живописи и графике; в графике предпочитает техники, где можно играть цветом: пастель, темперу, гуашь. Хотя с конца 1980-х его работы узнаваемы в любом изобразительном ряду, имеют своих поклонников среди профессионалов, коллекционеров, любителей искусства, Климохин не боится творческих перемен, ищет новые возможности пластического языка.
Работы художника приобретены Ивановским областным художественным музеем, Плесским государственным историко-архитектурным музеем-заповедником, историко-художественным музеем им. Д. Бурылина, Музеем искусств г. Болоньи (Италия), а также находятся в Чувашском государственном художественном музее, Липецкой государственной картинной галерее, в частных коллекциях (Россия, Германия, Франция, Австрия, Венгрия, Индия, Италия, США).

## Галерея

Работы Александра Климохина
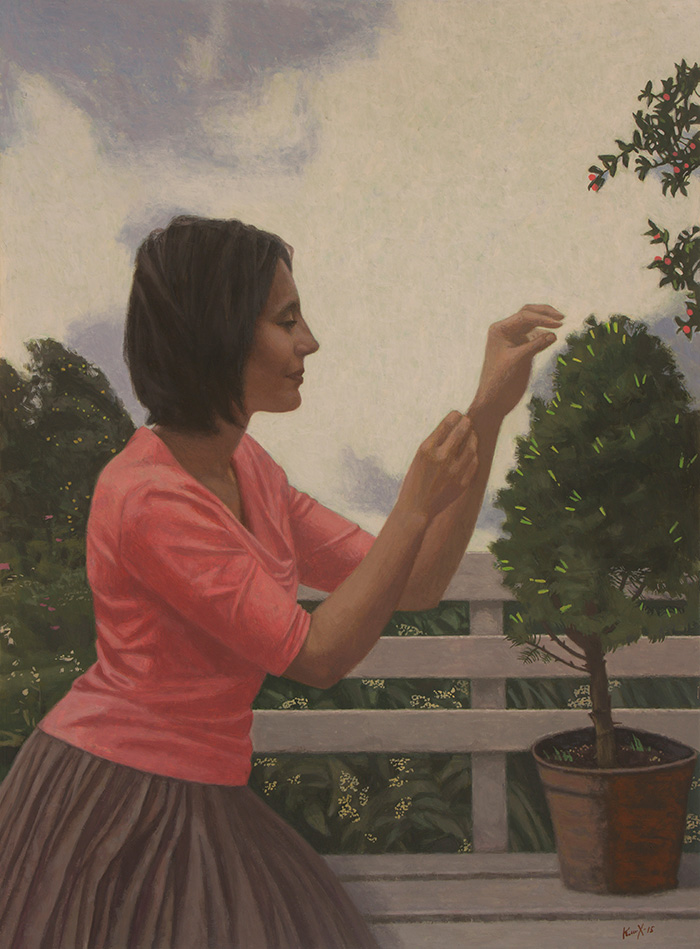
Aнна в саду, 2015
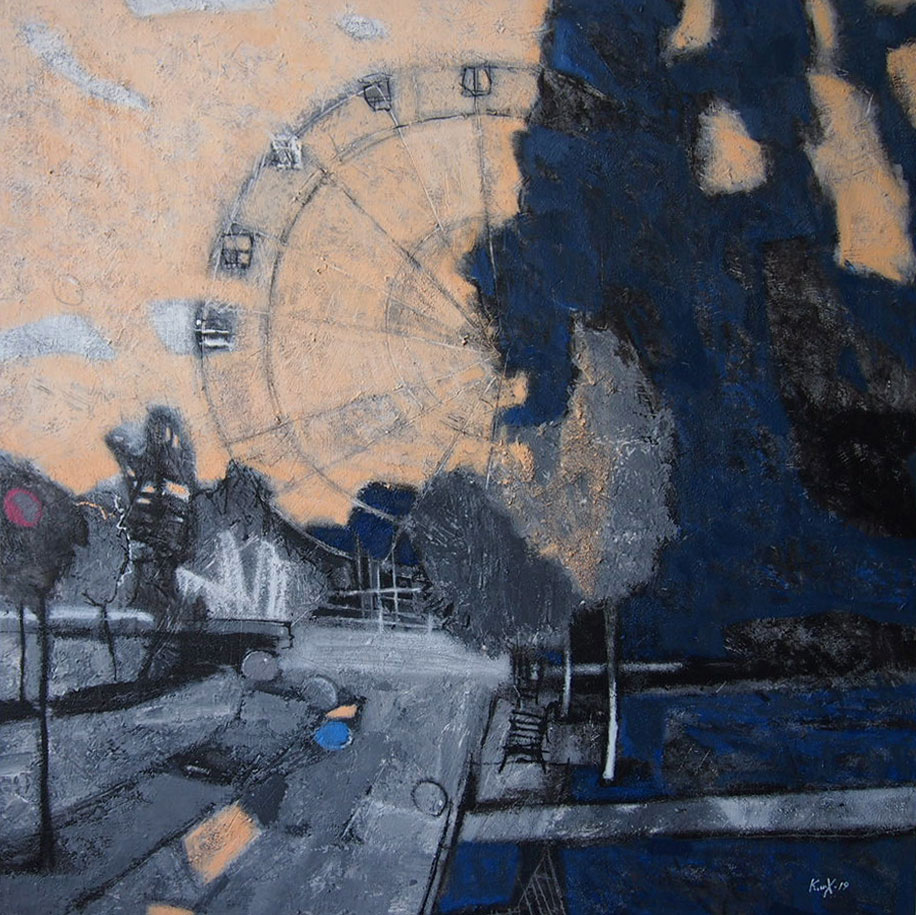
Сверху вниз, 2019
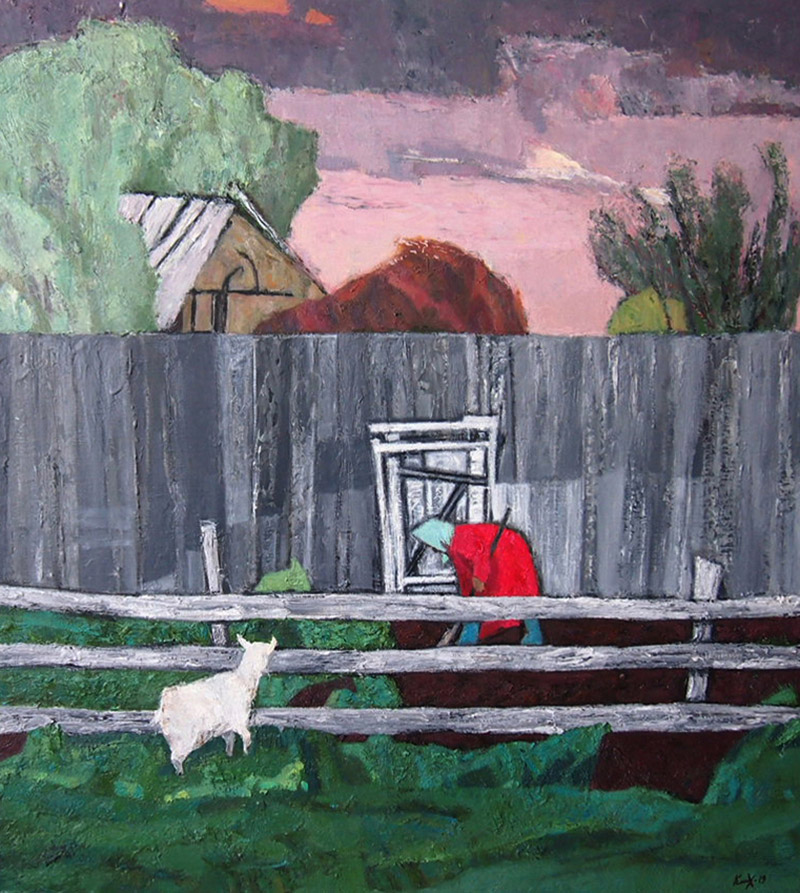
Посевная, 2019
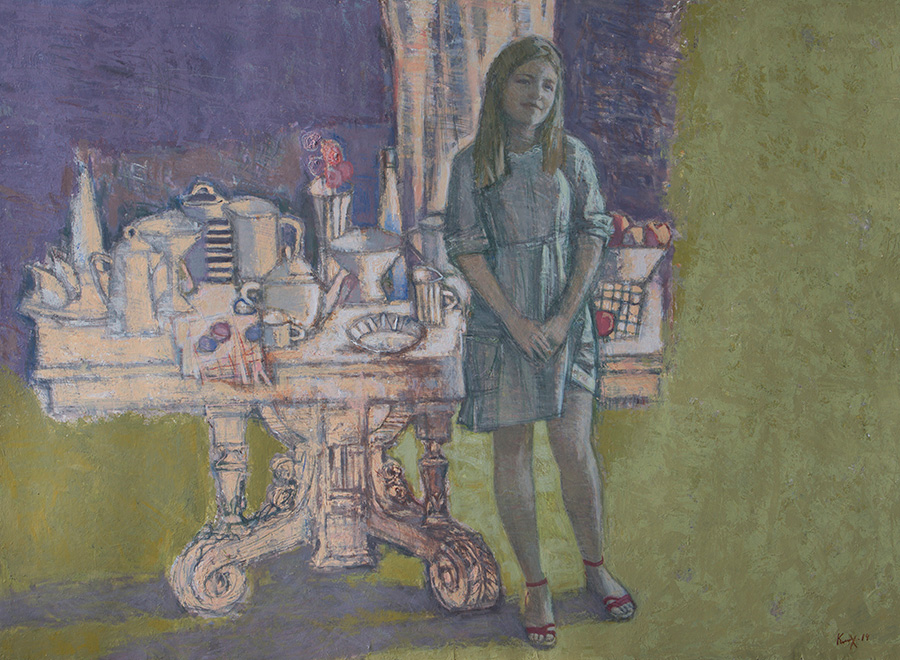
Марта, 2014
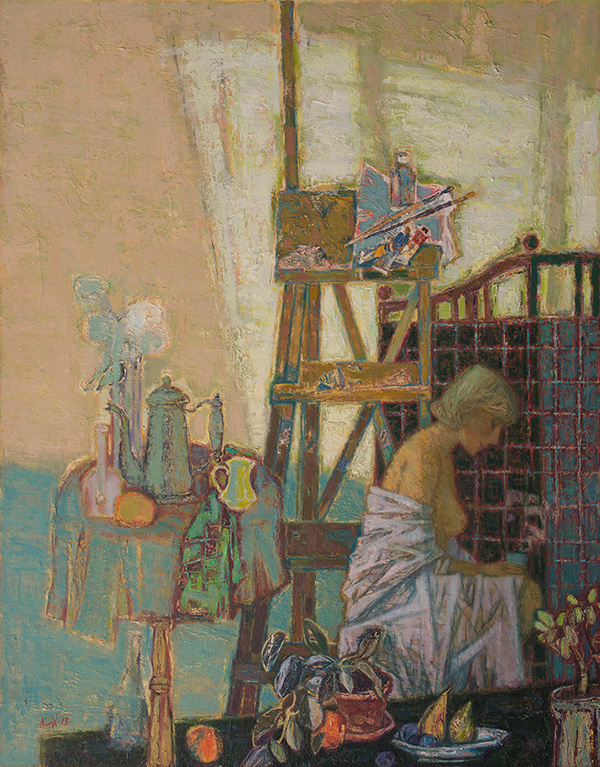
Горячий чай, 2013
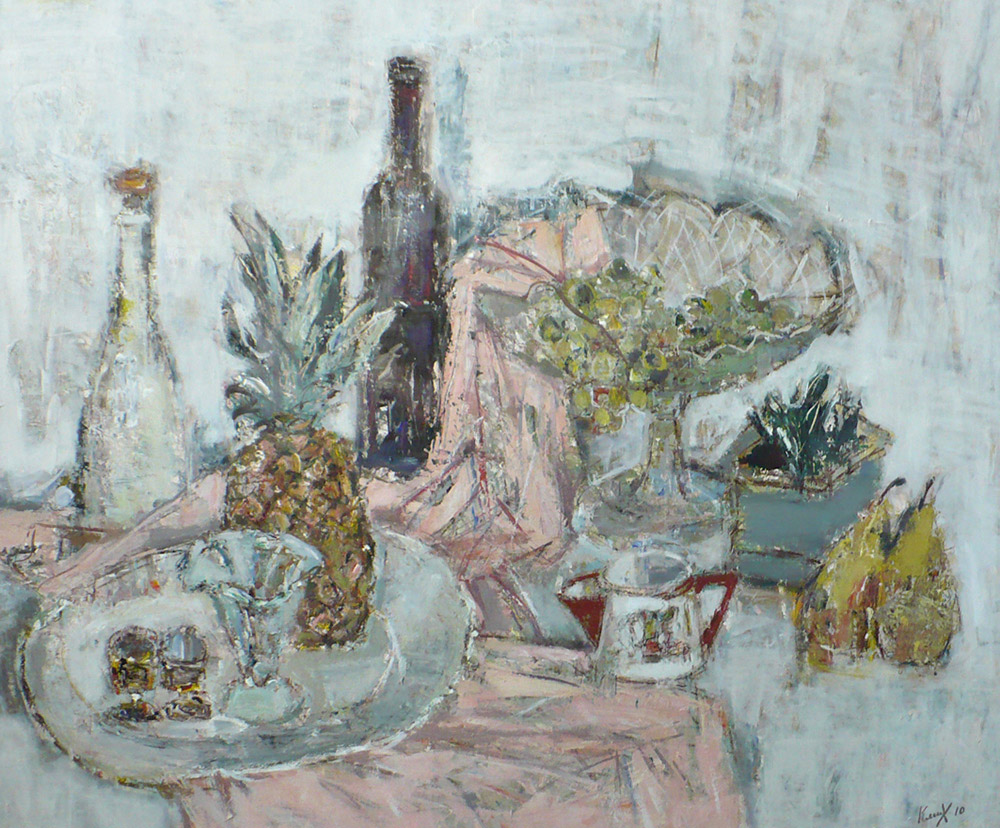
Юго-восточный натюрморт на белом, 2010
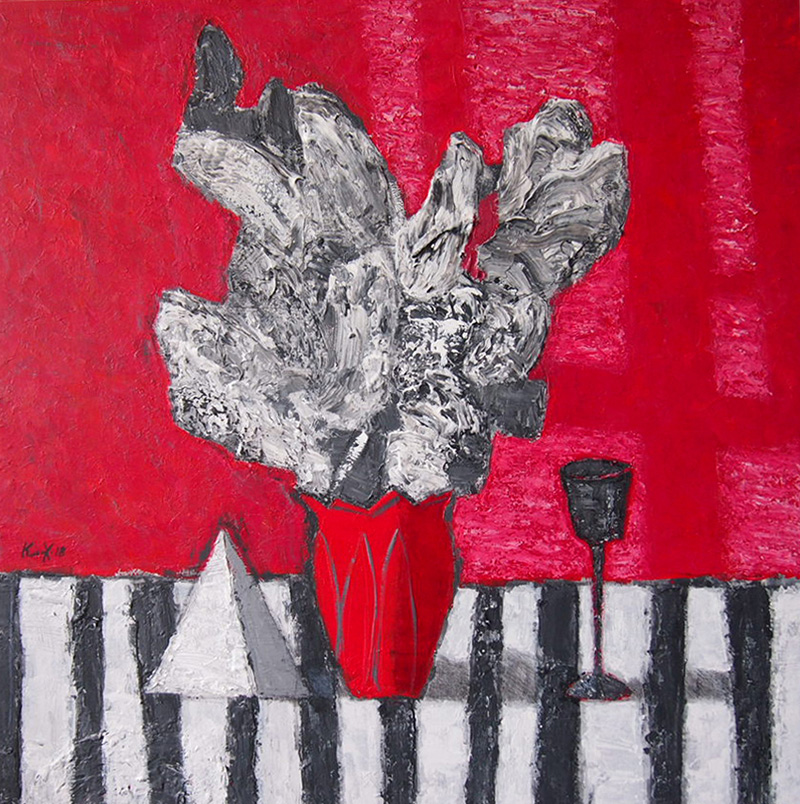
Белая сирень в красном, 2020
Пробуждение, 2019
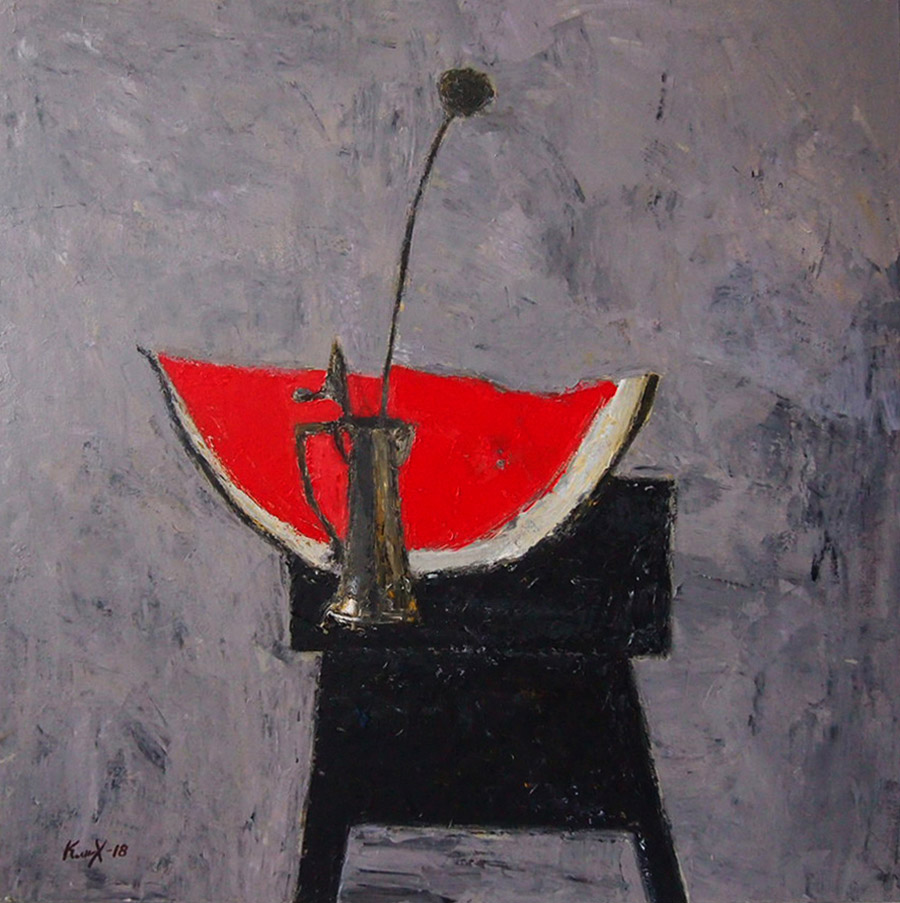
Ноша, 2018
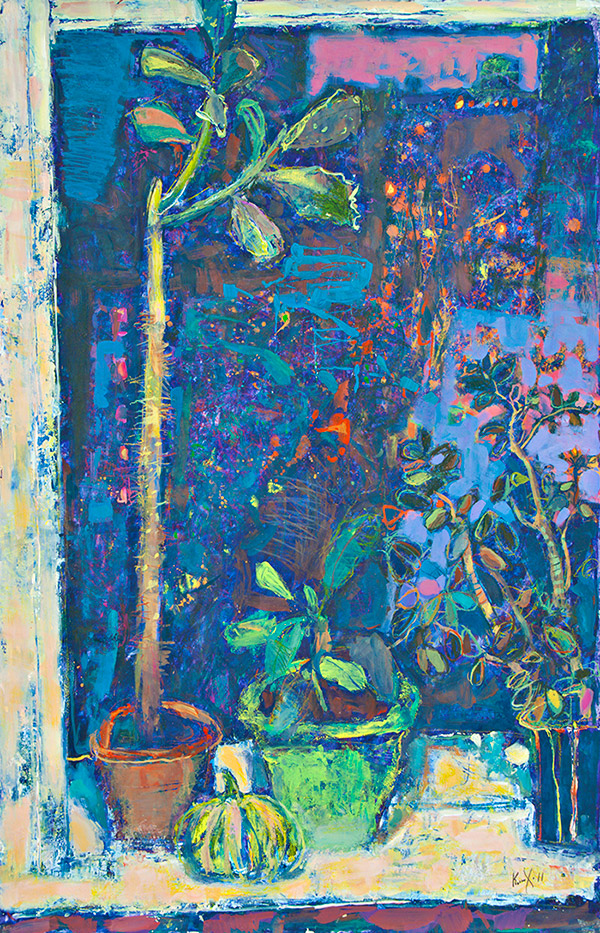
Огни ночного города, 2011
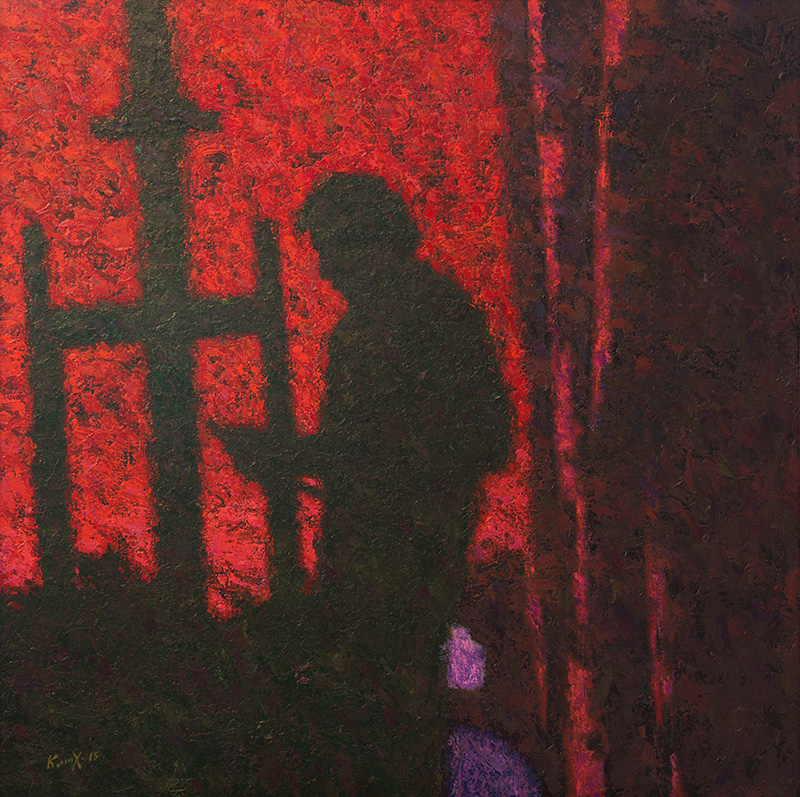
Вытирающий кисти, 2015
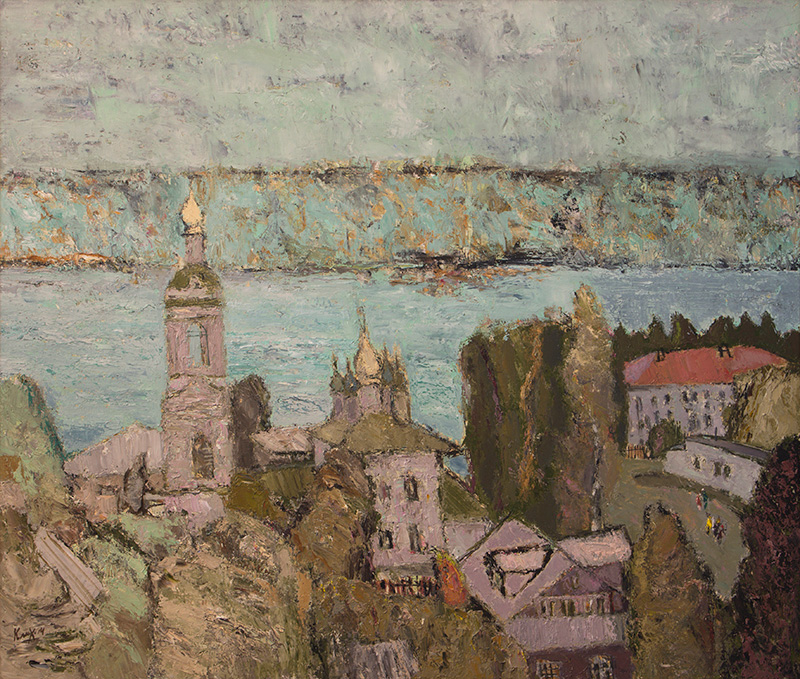
Туристы в Плесе, 2014
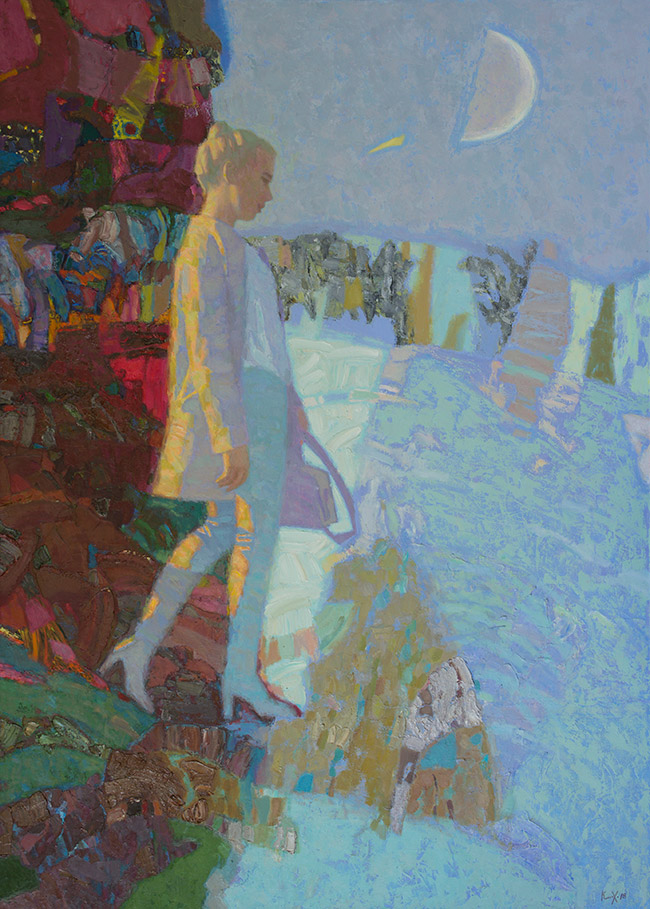
Ночь-день, день-ночь, 2018
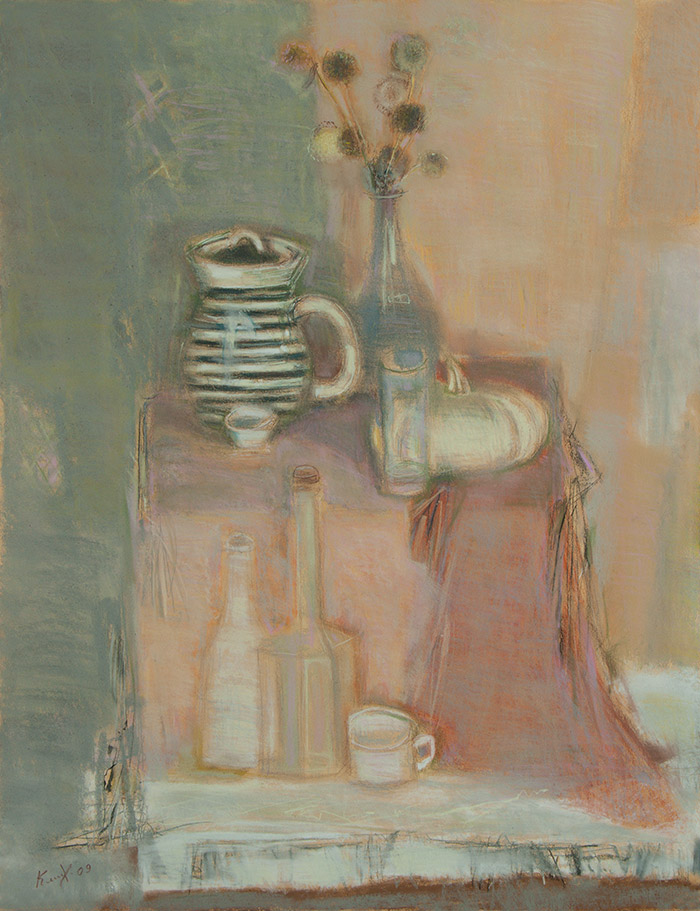
Сухие цветы и полосатый кувшин с бутылками, 2009
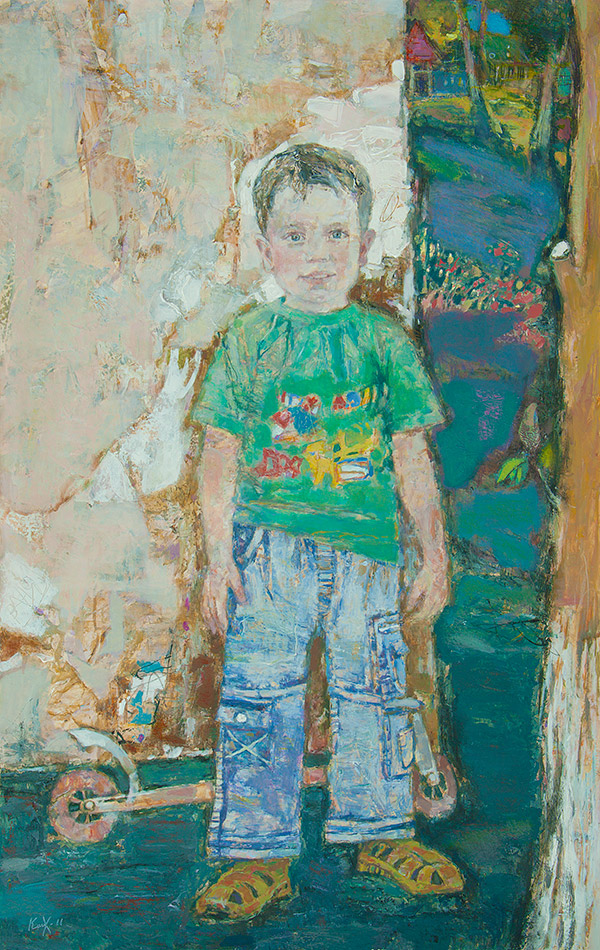
Ваня Кораблев, 2011